# Viktor Smeds

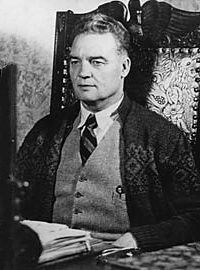
Viktor Smeds.

Viktor Reinhold Smeds, född 18 september 1885 i Petalax, död 22 februari 1957 i Helsingfors, var en finländsk affärs- och idrottsman. Han kallas allmänt "den finländska boxningens fader" och är en av landets internationellt mest kända idrottsledare genom tiderna. Han var brorson till Isak Smeds.
Smeds blev filosofie kandidat 1907. Hans egen mångsidiga aktiva idrottsbana omfattade gymnastik (OS-brons i laggymnastik i London 1908), fotboll i Lovisa Tor, rodd i Akademiska roddklubbens fyra med styrman (NM-brons 1907, guld 1908), tennis, simning, brottning och framför allt boxning. Han segrade 1923 i lätt tungvikt i de första finländska mästerskapen och 1925 i tungvikt vid 40 års ålder.
Smeds tog initiativet till Helsingfors boxningsklubb och grundade 1923 Finlands boxningsförbund, där han var ordförande 1923–1932 och 1933–1957; medlem i Internationella boxningsförbundet 1936–1950 och 1954–1960, vice ordförande och juryordförande 1946–1950. Han var OS-domare i brottning 1920, 1924 och 1928 samt ordförande för brottningsjuryn vid OS 1932, 1936 och 1948; boxningsdomare vid OS 1928, 1932 och 1936, juryordförande 1948. I Internationella brottningsförbundet var han ordförande 1929–1952, därtill bland annat ledare för OS-boxningen 1952 och ordförande i Nordiska boxningsunionen 1954–1957. Han var 1927–1952 och 1955–1957 medlem av Finlands olympiska kommitté och tillförordnad generalsekreterare 1933–1935. 
Smeds utgav Nyrkkeilytuomari (1931) och Boken om boxning (1934, tillsammans med Roland Hentzel, finsk översättning Nyrkkeilykirja, 1936) samt 1923–1925 Athlos, från 1926 Suomen Voimailulehti 1926–1928. Han talade tolv språk (och förstod sanskrit). Han tilldelades 1947 Finlands idrotts storkors. 